# Folsomotoma ovata
Folsomotoma ovata är en urinsektsart som först beskrevs av John Tenison Salmon 1949.  Folsomotoma ovata ingår i släktet Folsomotoma och familjen Isotomidae. Inga underarter finns listade i Catalogue of Life.